# Ratpenat cuallarg de Grandidier
El ratpenat cuallarg de Grandidier (Mops leucogaster) és una espècie de ratpenat de la família dels molòssids, que, de vegades, va ser considerada una subespècie de ratpenat cuallarg petit africà.

## Descripció
És una espècie petita, que té els llavis arrugats, el trague petit i quadrat, i l'antitragus gran i quadrat. El pelatge és de color marró fosc a la gola i al pit, blanc a l'abdòmen i d'un color blanc grisós a les membranes de les ales.

## Distribució i hàbitat
És una espècie endèmica de Madagascar. El seu hàbitat natural són els boscos secs tropicals i subtropical i la sabana seca. Se'l ha vist al nord i al sud de l'illa, però la seva distribució completa encara és incerta.